# 張曉 (成化進士)
張曉（1439年—1493年），字光曙，陝西西安府耀州三原縣人，民籍。明朝政治人物。

## 生平
陝西鄉試第四十名。成化五年（1469年）三甲第一名進士，授襄垣知縣，擢監察御史，巡按四川等地，歷任湖廣僉事，官至河南按察使。

## 家族
曾祖父張覺賢。祖父張仲遠。父亲張昶。